# Harrisville (Ohio)
Harrisville es una villa ubicada en el condado de Harrison en el estado estadounidense de Ohio. En el Censo de 2010 tenía una población de 235 habitantes y una densidad poblacional de 596,93 personas por km².

## Geografía
Harrisville se encuentra ubicada en las coordenadas 40°10′53″N 80°53′11″O / 40.18139, -80.88639. Según la Oficina del Censo de los Estados Unidos, Harrisville tiene una superficie total de 0.39 km², de la cual 0.39 km² corresponden a tierra firme y (0%) 0 km² es agua.

## Demografía
Según el censo de 2010, había 235 personas residiendo en Harrisville. La densidad de población era de 596,93 hab./km². De los 235 habitantes, Harrisville estaba compuesto por el 99.57% blancos, el 0% eran afroamericanos, el 0% eran amerindios, el 0% eran asiáticos, el 0% eran isleños del Pacífico, el 0% eran de otras razas y el 0.43% pertenecían a dos o más razas. Del total de la población el 0.85% eran hispanos o latinos de cualquier raza.